# Negīnān
Negīnān (persiska: نگینان) är en ort i Iran.   Den ligger i provinsen Khorasan, i den östra delen av landet, 800 km öster om huvudstaden Teheran. Negīnān ligger 2 133 meter över havet och antalet invånare är 354.
Terrängen runt Negīnān är platt åt sydväst, men åt nordost är den kuperad. Runt Negīnān är det glesbefolkat, med 12 invånare per kvadratkilometer. Närmaste större samhälle är Naqenj, 8,0 km sydväst om Negīnān. Omgivningarna runt Negīnān är i huvudsak ett öppet busklandskap.